# Бевёж
Бевёж (фр. Beveuge) — коммуна во Франции, находится в регионе Франш-Конте. Департамент — Верхняя Сона. Входит в состав кантона Виллерсексель. Округ коммуны — Люр.
Код INSEE коммуны — 70072.

## География
Коммуна расположена приблизительно в 340 км к востоку от Парижа, в 50 км северо-восточнее Безансона, в 26 км к востоку от Везуля.
На севере коммуны протекает река Роньон.

## Население
Население коммуны на 2010 год составляло 86 человек.
| 1962 | 1968 | 1975 | 1982 | 1990 | 1999 | 2010 |
| ---- | ---- | ---- | ---- | ---- | ---- | ---- |
| 121  | 103  | 96   | 115  | 114  | 93   | 86   |

## Экономика
В 2010 году среди 53 человек трудоспособного возраста (15—64 лет) 36 были экономически активными, 17 — неактивными (показатель активности — 67,9 %, в 1999 году было 65,6 %). Из 36 активных жителей работали 34 человека (18 мужчин и 16 женщин), безработных было 2 (1 мужчина и 1 женщина). Среди 17 неактивных 2 человека были учениками или студентами, 11 — пенсионерами, 4 были неактивными по другим причинам.

## Фотогалерея

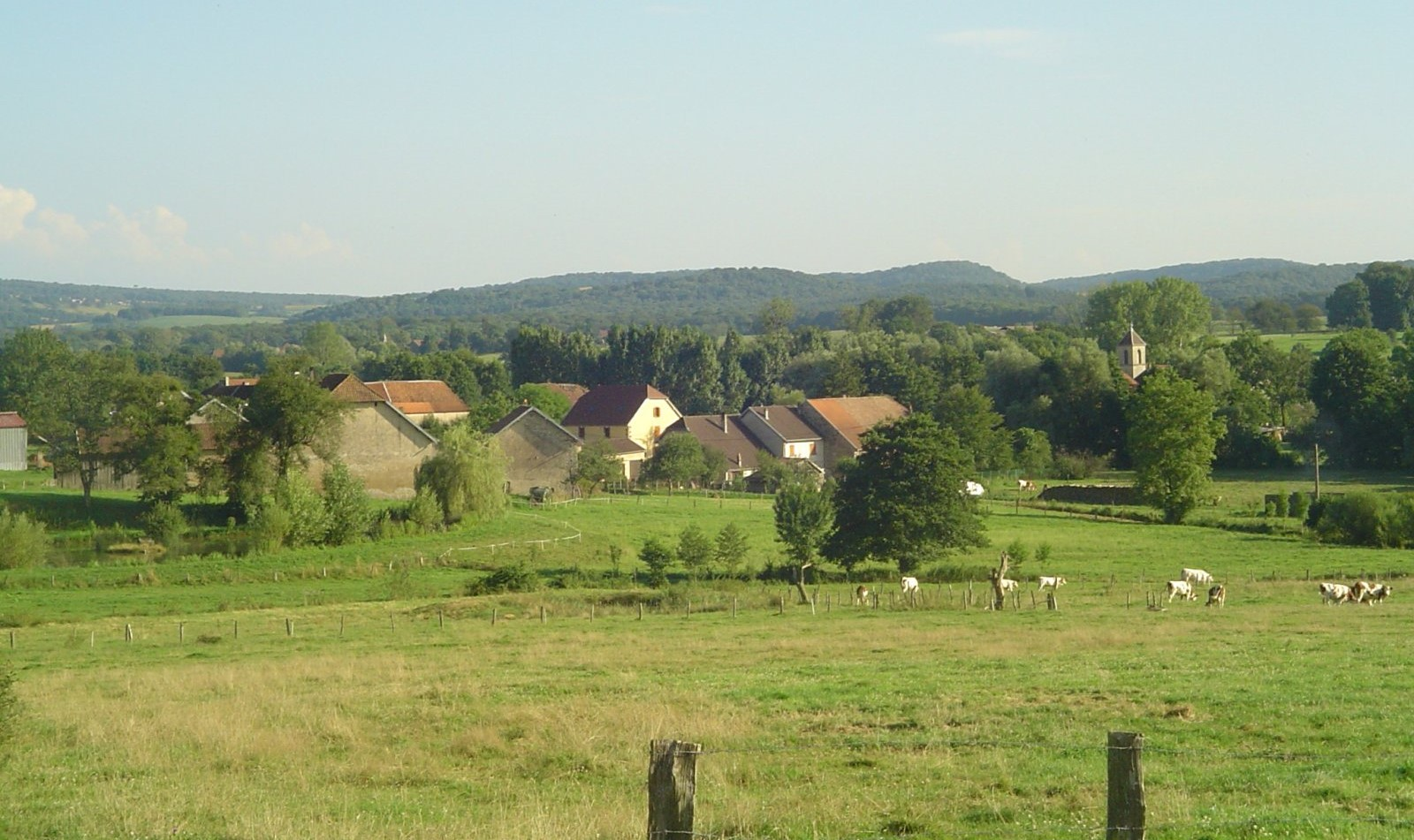
Бевёж
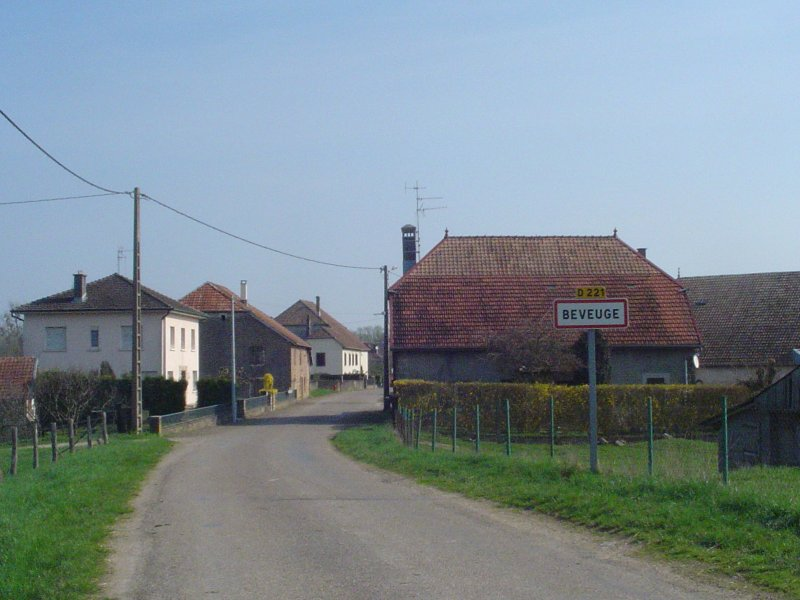
Бевёж
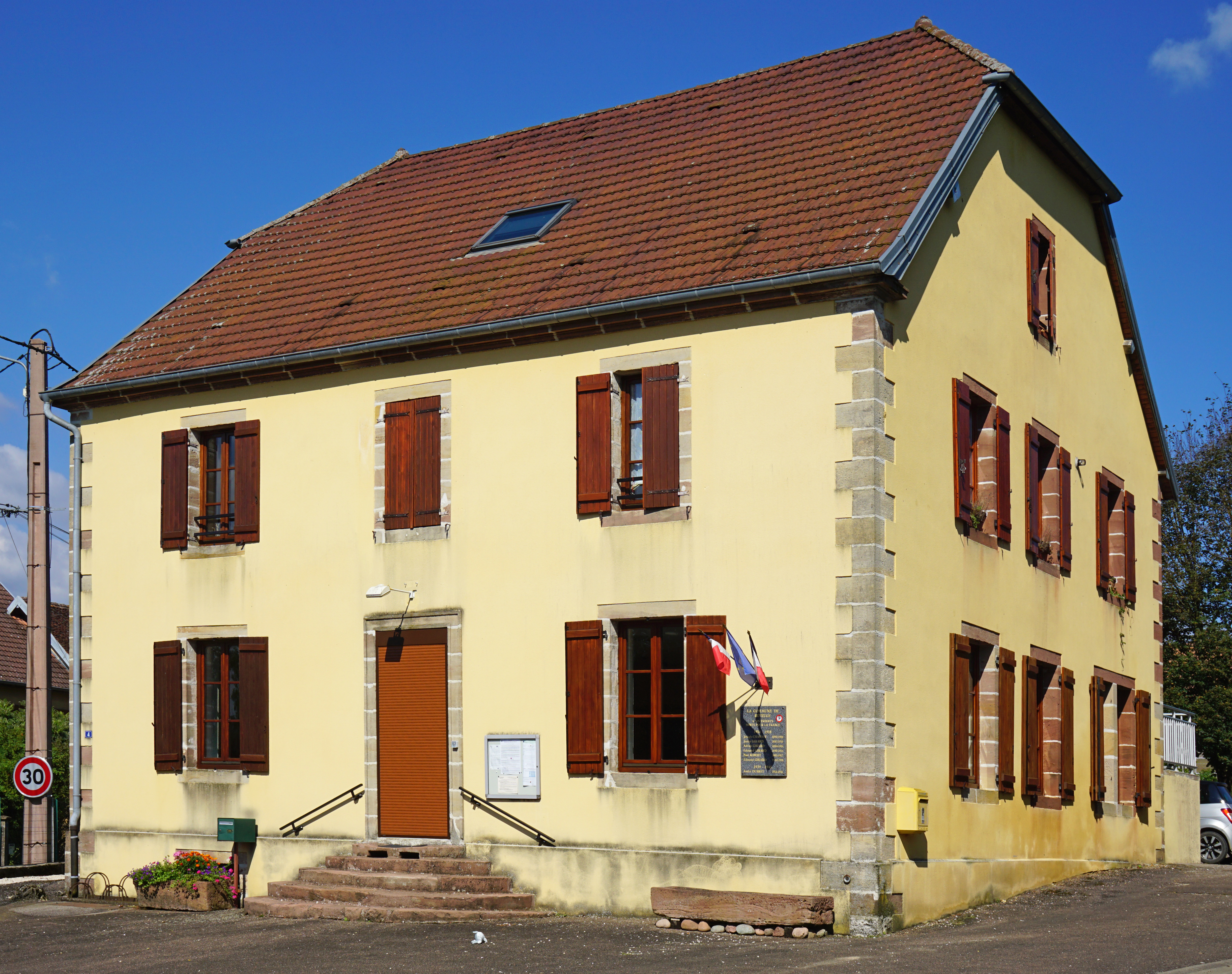
Мэрия
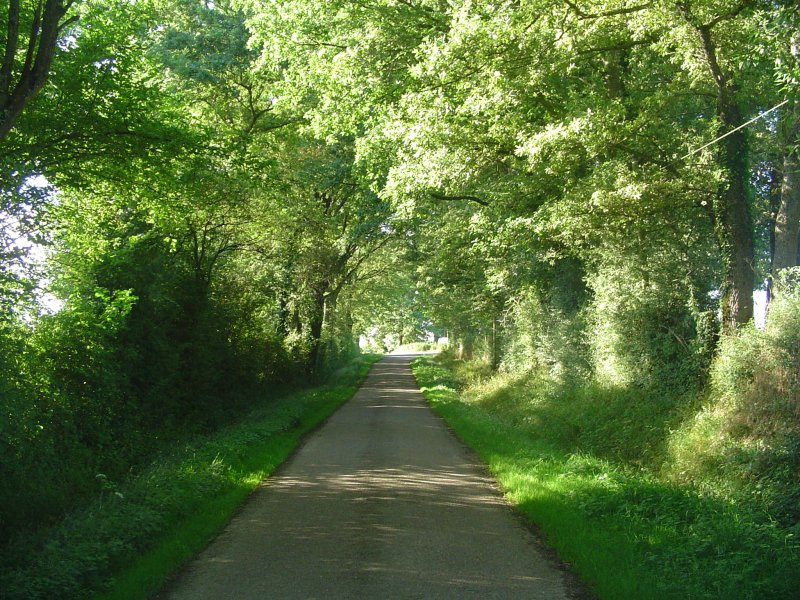